# Natürlicher Steinkreis
Natürliche Steinkreise (auch Steingärten genannt) bedecken den Boden in Teilen Alaskas, in den Hochalpen und auf den norwegischen Inseln Spitzbergen. Andernorts bilden Steine Frostmusterböden: Inseln, Labyrinthe, Polygone und Streifen auf dem Boden.
Zum Teil haben die Kreise oder Vielecke Durchmesser von mehr als einem Meter. Der Boden innerhalb der „Steinmauern“ besteht nahezu ausschließlich aus Sand oder feinem Geröll. Die Muster bedecken oft mehrere hundert Quadratmeter, wobei die Grenzen der Flächen selten scharf definiert sind. Die regelmäßigen Formen enden oft, ohne dass es dafür eine deutlich erkennbare Ursache in der Landschaft gäbe.
Laut Wissenschaftlern, die das Phänomen untersucht haben, führt zyklisches Einfrieren und Auftauen des Bodens zu einfachen Rückkopplungsmechanismen, die diese bemerkenswerten Muster erzeugen.